# Maisie Summers-Newton
Pour les articles homonymes, voir Summers et Newton.
Maisie Summers-Newton, née le 26 juillet 2002, est une nageuse handisport britannique concourant dans la catégorie S6. Après le titre européen en 2016, le titre mondial en 2019, elle remporte le titre paralympique sur le 200 m 4 nages SM6 en 2021.
Elle est atteinte d'achondroplasie.

## Carrière
En août 2018, elle remporte l'or du le 200 m 4 nages SM6 aux championnats d'Europe en battant le record du monde en 2 min 59 s 60. L'année suivante, elle obtient le titre mondial sur la même distance avec un nouveau record du monde en 2 min 57 s 24.
Aux Jeux paralympiques d'été de 2020, Summers-Newton obtient la médaille d'or sur le 100 m brasse SB6 en battant le record paralympique de 1 min 32 s 34. Elle est également victorieuse sur le 200 m 4 nages SM6 en un nouveau record du monde.

## Palmarès

### Jeux paralympiques
- médaille d'or du 200 m 4 nages SM6 aux Jeux paralympiques d'été de 2020 à Tokyo
- médaille d'or du 100 m brasse SB6 aux Jeux paralympiques d'été de 2020 à Tokyo
- médaille d'or du 200 m 4 nages SM6 aux Jeux paralympiques d'été de 2024 à Paris
- médaille d'or du 100 m brasse SB6 aux Jeux paralympiques d'été de 2024 à Paris

### Championnats du monde
- médaille d'or du 200 m 4 nages SM6 aux Championnats du monde 2019 à Londres
- médaille d'argent du 100 m brasse aux Championnats du monde 2019 à Londres
- médaille de bronze du 100 m nage libre S6 aux Championnats du monde 2019 à Londres

### Championnats d'Europe
- médaille d'or du 200 m 4 nages SM6 aux Championnats d'Europe 2018 à Dublin
- médaille d'or du 100 m brasse SB6 aux Championnats d'Europe 2018 à Dublin
- médaille d'or du 4 × 100 m 4 nages 34 points aux Championnats d'Europe 2018 à Dublin
- médaille de bronze du 400 m nage libre S6 aux Championnats d'Europe 2018 à Dublin